# Драма (село)
Драма (болг. Драма) — село в Болгарии. Находится в Ямболской области, входит в общину Тунджа. Население составляет 108 человек.

## Политическая ситуация
Драма подчиняется непосредственно общине и не имеет своего кмета.
Кмет (мэр) общины Тунджа — Георги Стоянов Георгиев (коалиция в составе 2 партий: Болгарская социалистическая партия (БСП) и Болгарская социал-демократия (БСД)) по результатам выборов.